# Versailhaus
Das Versailhaus (sprich [fer'zai:l…], nicht mit «w», auch Versal-Haus) ist ein ehemaliges Schutzhaus im Verwall, im Gemeindegebiet Gaschurn im Montafon, Vorarlberg.
Das Haus liegt auf 2211 m ü. A. an Tavamunter Augstenberg (2489 m ü. A.) und Versalspitze (Versailspitze, 2462 m ü. A.), im Hochtal des Vendulabachs, über Partenen, dem Kopswerk und der Tafamuntbahn.

## Geschichte
Das Versalhaus wurde 1931 von Hermingild Tschanun, Wirt des Gasthaus Edelweiß in Gaschurn, erbaut. Es diente als Stützpunkt für das Tourengebiet Valschavielkamm, im Besonderen für winterliche Skitouren. Das Haus hatte 24 Betten und 26 Lagerplätze. Das gesamte Baumaterial musste ohne Maschinenhilfe zur Baustelle hochgetragen werden. Die Bewirtschaftung wurde 1967 wieder aufgegeben.
Das Gebäude steht noch auf der Randschulter des Hochtals, es ist mit einem neuen Dach gesichert, steht aber leer.

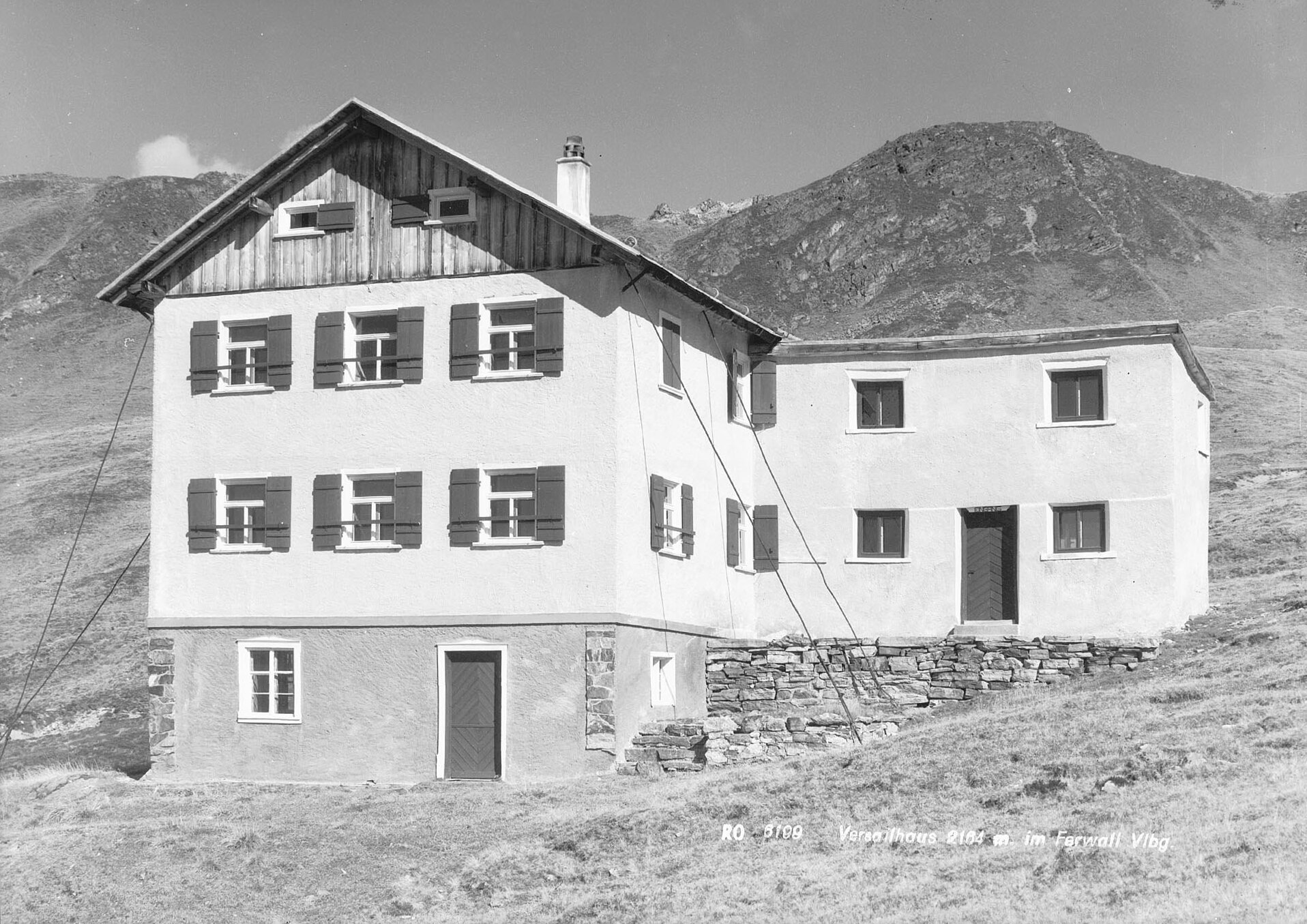
Zwischen 1971 und 1978
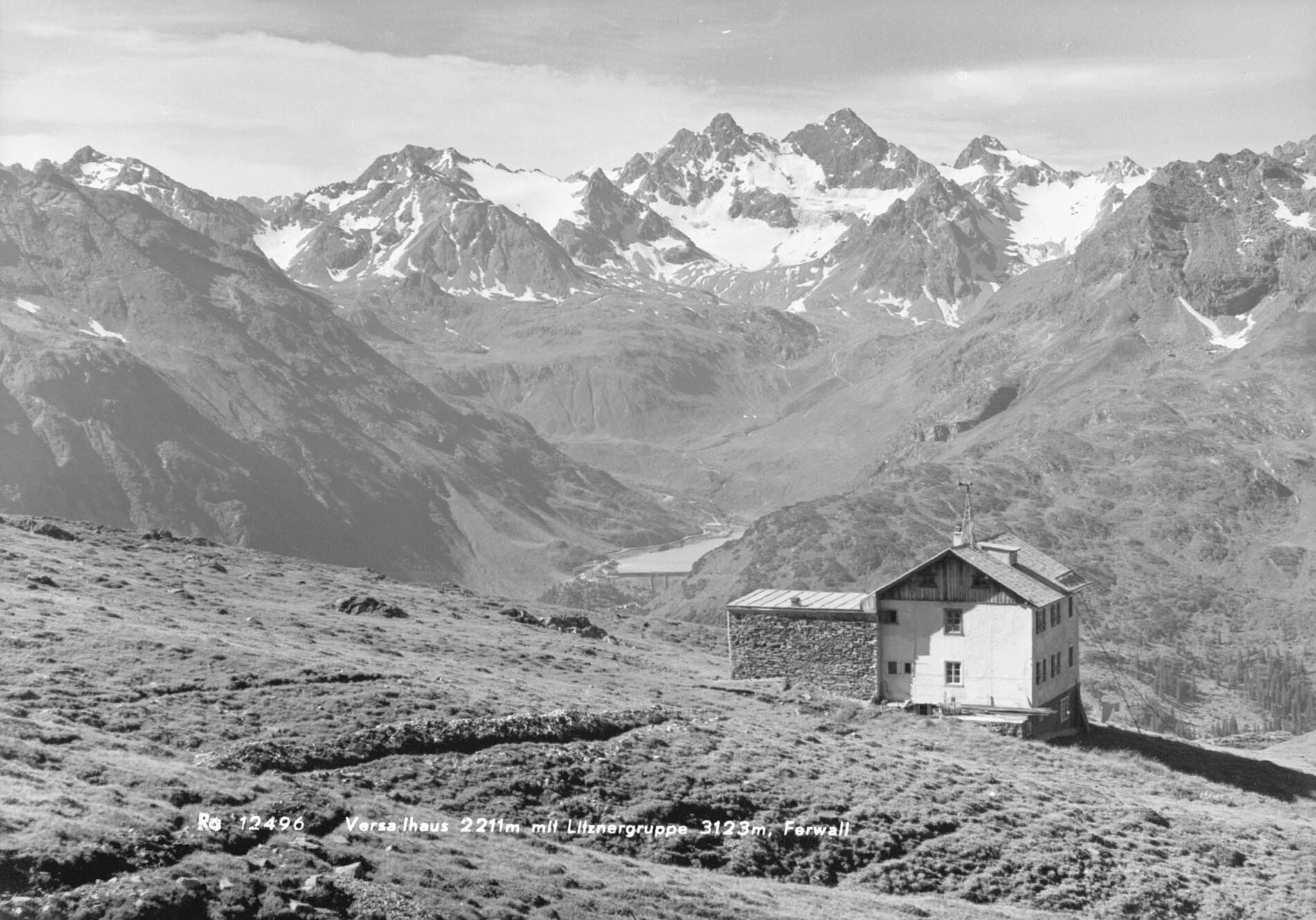
Gegen Litznergruppe (zwischen 1971 und 1978)
Innenansicht (1932)

## Karten
- Alpenvereinskarte AV 28 Verwallgruppe (1:50.000)
- Alpenvereinskarte AV 26 Silvrettagruppe (1:25.000)
- Die Alpenvereinskarte AV 28 Verwallgruppe Mitte (1:25.000) beginnt wenige Meter westlich vom Versailhaus